# Kang Ye-seo
Dans ce nom coréen, le nom de famille, Kang, précède le nom personnel.
Pour les articles homonymes, voir Kang.
Kang Ye-seo dite Yeseo, (coréen : 강예서) née le 22 août 2005 à Incheon, est une chanteuse et actrice sud-coréenne. Elle est actuellement membre de MADEIN, anciennement connu sous le nom de LIMELIGHT, et une ancienne membre du groupe Kep1er. Elle joue Choi Ji-yeon dans le film Miracle in Cell No. 7,.